# Radio Gladys Palmera
Radio Gladys Palmera és una emissora de ràdio musical en línia.
Va ser fundada per Alejandra Fierro Eleta el 1999 a Barcelona a través de la freqüència 96.6 FM. Fierro va començar a emetre des del seu domicili particular i basava la radiofórmula de música llatinoamericana en la seva col·lecció privada de vinils i discos.
Álex García ha estat director de continguts de l'emissora i Enrique Romero, coordinador. Calle Heredia, Achilifunk i Los + Calientes han estat alguns dels programes de Radio Gladys Palmera.
El 2008 es va establir a Madrid i des de 2010 només emet per Internet. El 2015 va rebre un premi Ondas a la millor plataforma radiofònica a internet.